# Kürbitz
Kürbitz è una frazione del comune tedesco di Weischlitz.

## Storia
Il 1º gennaio 1999 il comune di Kürbitz venne aggregato al comune di Weischlitz.